# Vieux-Habitants
Vieux-Habitants (Guadeloupe-Kreolisch: Zabitan) ist eine Gemeinde mit 7040 Einwohnern (Stand 1. Januar 2022) an der Côte sous le vent, einer Küste am Karibischen Meer auf der Insel Basse-Terre. Eine Talschaft ist das Vallée de Grand-Rivière. Vieux-Habitants hat einen Anteil am Nationalpark Guadeloupe. Die nördliche Nachbargemeinde ist Bouillante. Die Siedlung entstand 1636 und hieß damals Habitants. Heute spielen  der Tourismus und die Landwirtschaft wichtige Rollen. Vor allem Kaffee wird angebaut. 